# Dave Benton
Dave Benton, född Efrén Eugene Benita 31 januari 1951, är en sångare från ön Aruba i Nederländska Antillerna som tillsammans med Tanel Padar och pojkbandet 2XL vann Eurovision Song Contest 2001 för Estland. Han är med 50 år den äldsta vinnaren av Eurovision Song Contest.
Dave Benton deltog 1981 i den iberoamerikanska festivalen OTI, anordnad av Organización de Telecomunicaciones de Iberoamérica, i Mexico, där han representerade Nederländska Antillerna med låten "Vaya un amigo" som Efren Benita, och slutade på 20:e plats.